# Сантомарко (Козенца)
Сантомарко је насеље у Италији у округу Козенца, региону Калабрија.
Према процени из 2011. у насељу је живело 65 становника. Насеље се налази на надморској висини од 27 м.